# ヴォルフ (タジキスタン)
ヴォルフ (タジク語: Ворух, Vorukh) は、タジキスタン北西部ソグド州イスファラ地区のヤモアト（基礎自治体）である。キルギス西部のバトケン州バトケン地区に囲まれた飛び地になっており、北の本土とは幅4キロメートルのキルギス領で隔てられている。キルギスにとっても、ヴォルフが東西をつなぐ交通の要所となっている。
人口については飛び地および辺境地ということもあって正確なもの（国勢調査等）はないが、タジキスタンのUN Coordinationでは23,121人、OCHAによると1万人から3万人程度と見積もられている。面積は94km2と推測される。
谷沿いの肥沃な地で、遊牧民のキルギス人に囲まれ、農耕民族のタジク人が農業を営んでいたため、スターリン時代に西トルキスタンが分割される際にタジク・ソビエト社会主義共和国（現タジキスタン）に編入され飛び地となった。